# 毛澤東的大饑荒：1958-1962年的中國浩劫史
《毛澤東的大饑荒：1958-1962年的中國浩劫史》（英語：Mao's Great Famine: The History of China's Most Devastating Catastrophe, 1958-1962）是歷史學家馮客研究中華人民共和國1958-1962年大飢荒的書。2010年出版英文版，
2011年出版中譯本。
馮客根據對解密的中國省、縣、市檔案四年的研究，支持中國大飢荒非正常死亡人數的估計可能至少有4500萬人。馮客形容大飢荒是“中國歷史上最糟糕的災難，也是有史以來最糟之一”。
本書於2011年榮獲塞繆爾·約翰遜獎。哥倫比亞大學政治系教授兼系主任黎安友認為本書是「對中國大飢荒詳細的描述」。

## 主要觀點
- 大饑荒至少5年（1958年初－1962年末），不是3年。
- 大饑荒是中國現代史上的大浩劫，但是中國共產黨黨史有意迴避、隱瞞這次大浩劫。黨史、國史不應也不能掩飾真實的歷史事實。[6]
- 官方說三年自然災害，實際上當時沒有大天災。楊繼繩認為“天災年年有，三年是常年”，那幾年的氣候正常，發生大饑荒的原因是人禍。[7]
- 毛澤東和赫魯曉夫追逐烏托邦，以政治運動、殘酷鬥爭脅迫幹部和群眾參與大躍進，真理死了。[6]
- 大饑荒、大躍進毀了農業、工業、貿易、住房和自然，而且毀滅了道德和文明。[6]
- 很多证据表明：因为附合毛泽东的意志，有些人得以提升成为中央高官，比如柯庆施。这种信息向下传递的结果，促使得地方官开始启用及重用传统忠诚的道德卫士来强迫浮夸风任务指标成功完成，道德卫士以长官意志为是非，以爱国名义 “不能给社会主义抹黑！”，对正在逃走或想要逃走的农民进行众围追堵截，还封堵言论，结果1958年—1962年饿死三千万农民。独裁的中国依旧在这样的路上。
- 傳言毛澤東說：“不够吃會餓死人，最好餓死一半、讓另一半人能吃飽。”楊繼繩認為，毛澤東沒有說過這樣的話。[7]

本書與楊繼繩的《墓碑》
一致的觀點：
- 發生大饑荒的原因是人禍。
- 大饑荒產生的原因是一個體制、制度的問題，不只是某一個人的問題。
- 除了餓死人以外，很多人是被打死的。

## 資料來源
馮客認為，過去對大饑荒的歷史研究不夠，是因為沒有足夠的中國共產黨黨史資料，故無從下手。在2008年北京奧運會前的幾年裡，中國共產黨開放了大量黨史文獻，他把握了機會進行研究。香港新世紀出版社負責人鮑樸（鮑彤之子）認為：從材料來源看，本書是選自各省市的檔案館原始檔案資料，而以往關於大饑荒的研究者更多的是使用縣地級的地方志。

## 相關著作
馮客與香港大學的周遜合作蒐集大饑荒資料。周遜從官方檔案中選出121件，出版《中國大饑荒，1958-1962》（The Great Famine in China, 1958-1962: A Documentary History）。他們當時所查閱的許多檔案後來再度保密，無法查閱。

## 榮譽
本書於2011年榮獲塞繆爾·約翰遜獎，獎金₤20,000。評審團形容本書：“令人震驚的原創，非常重要”。
歷史學家兼記者本·麥金太爾是評委之一，他說：「本書詳細描述殘酷的人禍。想要理解20世紀歷史的人必讀此書。」「本書也許太過詳細，但它效果這麼好，是因為憤怒被掩藏著，他沒有誇大，因為他不需要誇大。它的長處，就在於它的專業深厚，又輕描淡寫」另一位評委，作家Brenda Maddox說：「這本書改變了我的生命－我對20世紀的看法不同了。我以前為什麼不知道這件事？」

## 書評
《倫敦書評》：本書十分關注毛澤東對於大飢荒有多少責任，本書的標題就是結論，但是由於目前能見到的檔案無法解答許多問題，本書描述毛在大飢荒每個階段所扮演的角色時十分謹慎。本書無疑是目前關於大飢荒最好的一般性史書。
牛津大学现代中国政治与历史学教授芮纳‧米德在衛報的書評表示，西方史學著作過去偏重中共獲勝以及執政初期的歷史，對於中國現代化與全球化的過程著墨不多，本書詳細描述了文革之前十年的歷史。
研究大饥荒的宋永毅稱讚本書佈局宏闊，描述生動，主線清晰，對大饑荒作全景式的歷史回溯。根據他所看到的公安部內部文件，同意本書所說勞改營「保守的估計」七十萬人非正常死亡。
爱尔兰经济史学家格拉达在其针对楊繼繩著《墓碑》與周遜著《中國大饑荒，1958-1962》的书评中批评了本書所得出的「非正常死亡人数至少4500万」太高。冯客在其书中第331页中把1957年中国的人口粗死亡率（crude death rate, CDR）假定为10/1000，而把1958年初至1962年底这一时期内所有高于这一正常人口死亡率的人口死亡都归为大饥荒造成的非正常死亡。由于10/1000自然人口死亡率远远低于1949年中国的人口粗死亡率（根据美国人口学家班尼斯特的估算约为38/1000，根据格拉达估算约为25/1000），这一假设不能成立，因此死亡人數高估了。格拉达还指出，冯客没有正确区分饥荒造成的死亡人口增加和出生人口减少。對於自然灾害的影響，雖然中國官方毫無疑問得誇大了，但是格拉达不同意作者「可以忽略」的观点，而認為「未有定論」。
格拉达还质疑冯客把中国大饥荒跟纳粹屠杀犹太人和前苏联的集中营制度相提并论的观点，认为毛泽东和中共中央并没有从主观上故意造成大饥荒，而是缺乏治国经验导致一系列的政策失误，以及基层实际情况无法及时传递到中央，而没能及时采取补救措施。尽管中共高层和毛泽东本人必须为这种政策性失误导致大量人口死亡负责，但将其等同于希特勒和斯大林的反人类罪缺乏说服力。